# .al
.al este un domeniu de internet de nivel superior, pentru Albania (ccTLD).